# 카를 만치우스
카를 만치우스(Karl Mantzius, 1860년 2월 20일 ~ 1921년 5월 17일)는 덴마크의 연극 배우, 가수이다.